# Луток
Луто́к, или ма́лый кроха́ль (лат. Mergellus albellus) — водоплавающая птица семейства утиных с бело-пёстрым оперением, обитающая на пресноводных водоёмах на севере Европы, в Сибири и на Дальнем Востоке. Зимует к югу от гнездового ареала. Филогенетически занимает промежуточное положение между типичными крохалями и гоголями, и имеет внешние признаки обеих групп птиц. Плавает с опущенным в воду хвостом, хорошо ныряет.

## Описание

### Внешний вид
Мелкая, хорошо узнаваемая утка плотного телосложения, имеющая много общего с крохалями и часто объединяемая с ними в один род. Среди общих признаков — хохолок удлинённых перьев на голове и узкий короткий клюв, края которого покрыты зубцами. Размером несколько крупнее чирка-свистунка: длина тела 38—44 см, вес самца 510—935 г, вес самки 500—680 г. Самец в брачном наряде белый с чёрной спиной и контрастным чёрным рисунком на голове, шее и крыле. Чёрные детали оперения: овальной формы пятно между глазом и клювом, широкие продольные полосы или пятна по бокам затылка, сходящиеся на затылке, и узкие поперечные полосы на боках груди.

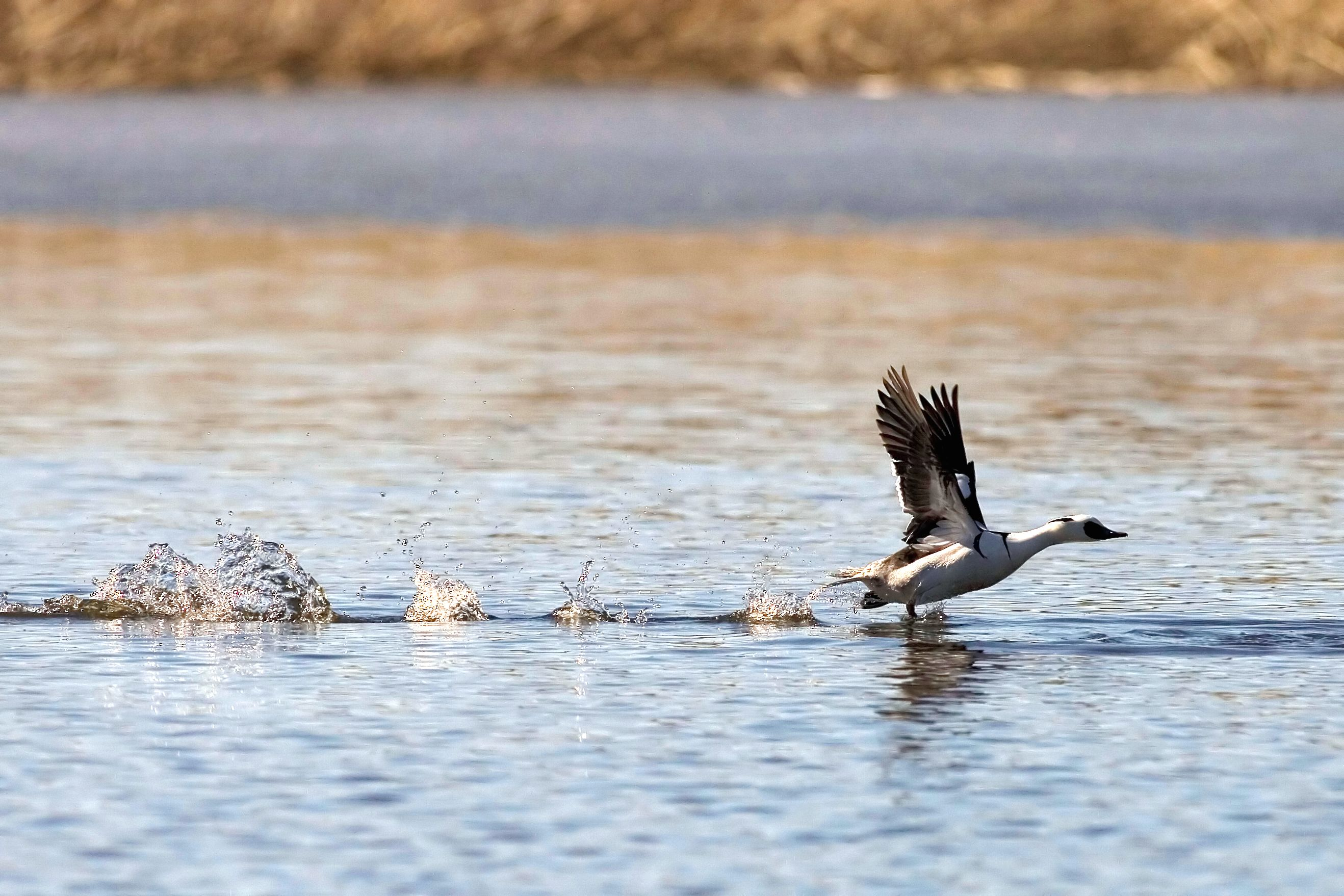
Взлетающий селезень

Самка в любое время года более пёстрая: отличается рыжевато-бурым верхом головы и задней части шеи, белым горлом и зобом, пепельно-серой спиной и белым брюхом. Летом у самки между основанием клюва и глазом развито чёрное пятно. Радужная оболочка у селезня грязновато-белая, у утки тёмно-коричневая. Летом селезень становится больше похож на самку, отличаясь от неё почти чёрной (но не тёмно-серой) передней частью спины и более бурым пятном перед глазом. Молодые птицы больше похожи на самку, однако выделяются более коротким хохолком, отсутствием тёмного пятна у глаза и тёмно-серым зобом и боками. Луток подвидов не образует.

### Голос и поведение
Большую часть времени молчалив. Токующий самец изредка издаёт глубокие трескучие звуки с «иканием» на конце, чем-то напоминающие кваканье лягушки. Голос самки — хриплое карканье — «кррен», похожее на звуки, издаваемые самками чернетей. Кроме того, для самки характерна позывка — односложный хриплый звук. Помимо брачного периода, самку также можно услышать летом в период ухаживания за потомством.
Луток взлетает с очень короткого разбега по воде, благодаря чему часто селится на незначительных по площади водоёмах, недоступных для других, «тяжёлых» видов уток.

## Распространение

### Ареал

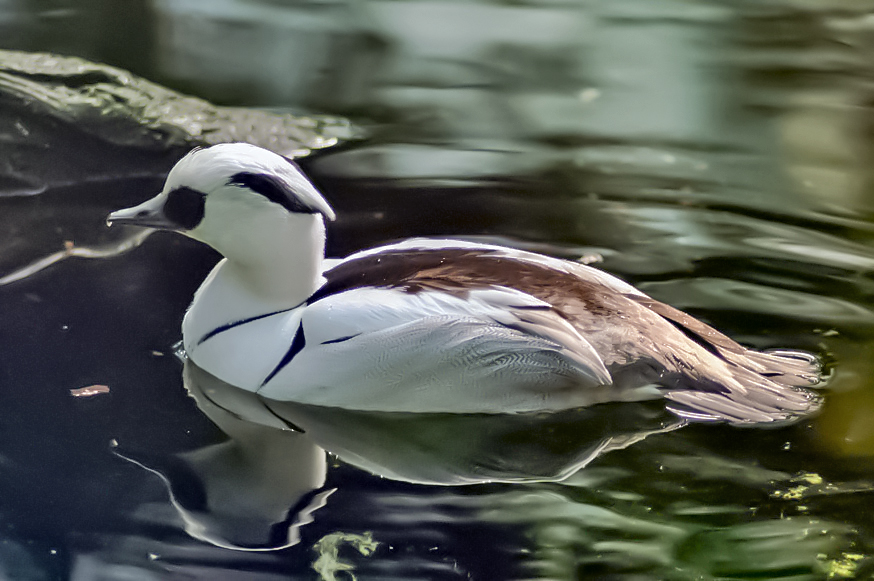

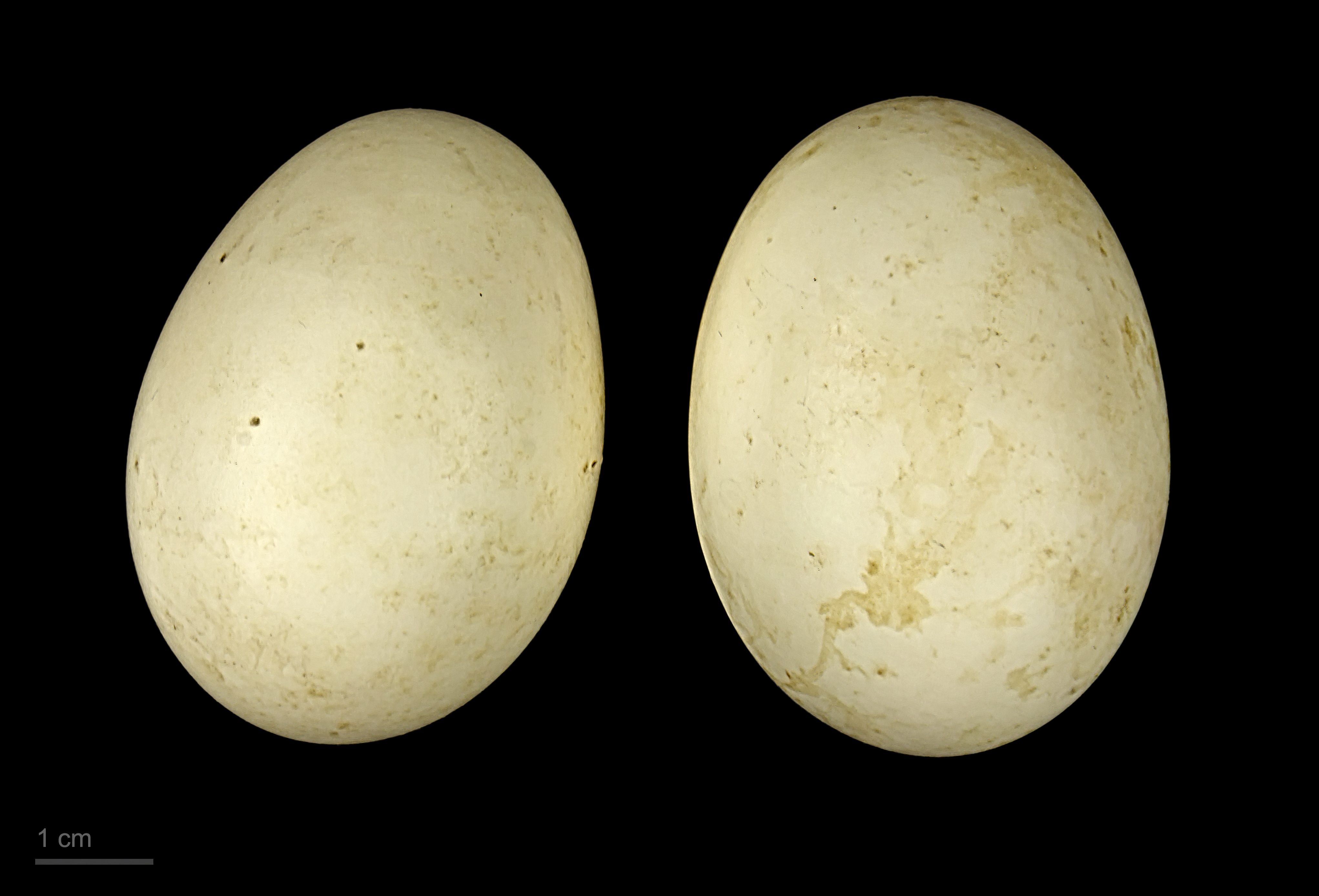
яйцо Mergellus albellus - Тулузский музеум

Гнездится на водоёмах северной и средней тайги, лесотундре от Скандинавии на восток до западной части бассейна Анадыря, Камчатки, побережья Охотского моря, Сахалина, Шантарских островов и острова Хоккайдо. На севере встречается до границы древесной растительности, в тундру залетая лишь случайно. В Швеции гнездится к северу до островов Норрботтена, в Норвегии до полуострова Варангер, нижнем течении Оби и долине Таза до 67° с. ш. (район Салехарда), в долине Енисея до 69° с. ш., между Енисеем и Индигиркой до 70° с. ш., восточнее предположительно до нижнего течения Колымы и западной части бассейна Анадыря.
Южная граница гнездового ареала проходит через Финляндию в районе 65-й параллели, Ленинградскую, Новгородскую области, район Рыбинского водохранилища, верхнее течение Сакмары, окрестности городов Миасс, Тюмень, Тара, Томск и Енисейск, верхнее течение Лены, низовья Ангары, долины Муи, верховьев реки Зея, села Аян. Кроме того, небольшие изолированные гнездовые участки расположены в более южных широтах — в Румынии, в низовьях Волги, в долине Урала в районе 50-й параллели, в долине Чёрного Иртыша, на Чукотке, Шантарских островах, островах Сахалин и Хоккайдо. Ранее гнездился в дельте Дуная.

### Миграции
На всём протяжении ареала перелётный вид. Как правило, зимует в умеренных широтах к западу и югу от гнездовий, часто останавливаясь на границе ледовых полей. Зимние стоянки традиционны, однако разбросаны на большой площади. Обычно мигрирует на южные побережья Ваттового, Балтийского, Чёрного и Каспийского морей, Пакистан, в небольшом количестве на незамерзающие внутренние водоёмы Центральной Европы, в восточный Китай и южные Японские острова. В холодные зимы часть птиц перемещается ещё дальше, достигая Франции, Англии, а в отдельных случаях Северной Африки — Алжира, Туниса и Египта, а также центральных районов Ирака.

### Местообитания
В гнездовой период селится на пресноводных водоёмах таёжной зоны — озёрах, прудах, старицах, часто очень небольших по площади, открытых участках сфанговых болот и поймах медленно текущих рек с чистой водой. Отдаёт предпочтение неглубоким (до 4 м глубиной) водоёмам с лесистыми берегами. Деревья необходимы для обустройства гнёзд — как правило, это старые дубы, ивы или осины. Зимует на морских акваториях в закрытых лагунах и эстуариях рек, а также на крупных озёрах, водохранилищах и реках. Редко встречается в открытом море.

## Размножение
Гнездится, начиная со второго года жизни. Большинство пар окончательно формируется в период весенней миграции, хотя некоторые птицы находят себе пару ещё до его начала, в последний месяц зимы. Именно тогда у селезней начинается токовый период, во время которого они плавают возле самки, распушив перья на горле и лопатках, и расправив хохол. Нередко самец запрокидывает голову на спину, после чего вытягивает шею к небу, и издаёт характерные хриплые звуки.
К местам гнездовий прилетает парами либо небольшими группами, в зависимости от широты в апреле или мае, хотя на изолированных гнездовых участках к югу от основного ареала птицы могут появиться и гораздо раньше — в конце февраля. Гнездо устраивается в дупле дерева на высоте до 10 м от земли, иногда в пустотах старых пней, в расщелине между камней и под корнями. Охотно занимает дупла, выдолбленные чёрным дятлом, а также искусственные гнездовые ящики. Как правило, гнездо расположено в непосредственной близости от водоёма. В выборе места для гнезда луток нередко конкурирует с другими крохалями и обыкновенным гоголем. Наружный материал в обустройстве гнезда не используется, яйца укладываются прямо на древесную труху или небогатую выстилку из белого пуха и нескольких перьев.
В кладке 5—11 (обычно 7—9) сливочно-белых, иногда с лёгким желтоватым оттенком, яиц без рисунка. Встречаются очень большие кладки, по всей видимости состоящие из яиц нескольких самок. Размеры яиц (48—58) х (36—41 мм) Насиживает одна самка в течение 26—28 дней, начиная от откладывания последнего яйца. Ближе к концу насиживания утка сидит очень плотно — так, что к ней можно подойти вплотную и взять на руки. Селезень никакого участия в заботе о потомстве не принимает, однако первое время находится возле гнезда, после чего удаляется. В отличие от многих других уток, самцы редко образуют крупные линные скопления, и линяют небольшими группами либо поодиночке в пределах гнездового ареала. Появившиеся на свет птенцы покрыты пухом (чёрно-бурым сверху и белым снизу). Спустя несколько часов они чувствуют себя вполне самостоятельными, чтобы выпрыгнуть из дупла и следовать за самкой к водоёму. На воде выводки нередко объединяются, иногда образуя смешанные группы вместе с гоголем. На крыло птенцы становятся примерно через 10 недель. Максимально известный возраст в Европе, более 10 лет, был зарегистрирован в Нидерландах.

## Питание
Основу питания составляют придонные водные беспозвоночные, преимущественно насекомые и их личинки: жуки (плавунцы, водолюбы и пр.), личинки стрекоз и ручейников, хирономид. Также употребляет в пищу земноводных и небольшое количество растительных кормов. В отличие от типичных крохалей, рыба в рационе занимает более скромное место — в основном, птицы питаются ею зимой и ранней весной, в том числе и в литоральной полосе моря.